# جيمس دوفي
جيمس دوفي (بالإنجليزية: James Duffy)‏ هو ضابط أيرلندي، ولد في 17 نوفمبر 1889 في Gweedore ‏ في جمهورية أيرلندا، وتوفي في 8 أبريل 1969 في ليتركيني في جمهورية أيرلندا.